# Langley, Vosges
Langley là một xã, nằm ở tỉnh Vosges trong vùng Grand Est của Pháp. Xã này có diện tích 2,73 km², dân số năm 1999 là 179 người. Xã này nằm ở khu vực có độ cao trung bình 285 m trên mực nước biển.

## Biến động dân số
| 1962                                         | 1968 | 1975 | 1982 | 1990 | 1999 |
| -------------------------------------------- | ---- | ---- | ---- | ---- | ---- |
| 85                                           | 89   | 90   | 154  | 143  | 179  |
| Số liệu từ năm 1962: Dân số không tính trùng |      |      |      |      |      |